# 7 dicembre
Il 7 dicembre è il 341º giorno del calendario gregoriano (il 342º negli anni bisestili). Mancano 24 giorni alla fine dell'anno.

## Eventi
- 43 a.C. – Marco Tullio Cicerone viene decapitato per ordine di Marco Antonio
- 1732 – Apertura della Royal Opera House al Covent Garden di Londra
- 1787 – Il Delaware diventa il primo Stato a ratificare la Costituzione degli Stati Uniti
- 1815 – Michel Ney, maresciallo francese, viene giustiziato da un plotone d'esecuzione, dopo essere stato condannato per tradimento dal governo della Restaurazione di Luigi XVIII, per il suo supporto a Napoleone Bonaparte durante i Cento giorni
- 1852 – Martiri di Belfiore: a Mantova sono giustiziati tramite impiccagione Don Enrico Tazzoli, Angelo Scarsellini, Carlo Poma, Bernardo De Canal e Giovanni Zambelli; era già stata eseguita la fucilazione di Don Giovanni Grioli (5 novembre 1851) e seguiranno le impiccagioni di Tito Speri, Carlo Montanari e Don Bartolomeo Grazioli (3 marzo 1853), di Pietro Frattini (19 marzo 1853) e di Pietro Fortunato Calvi (4 luglio 1855)
- 1873 – In una lettera a Richard Dedekind, Georg Cantor fornisce per la prima volta la dimostrazione della non numerabilità dei numeri reali
- 1895 – Campagna d'Africa Orientale: all'Amba Alagi 2.500 uomini, in gran parte Àscari, comandati dal maggiore italiano Pietro Toselli vengono annientati da 30.000 abissini comandati da Ras Maconnen
- 1941 – Seconda guerra mondiale:
  - Fronte del Pacifico: il Giappone sferra un attacco alla base navale americana di Pearl Harbor. L'episodio segna l'ingresso ufficiale degli USA nel conflitto;
  - Campagna del Nordafrica: con l'arrivo dei carri italo-tedeschi della 132ª Divisione Ariete e delle 15^ e 21^ Divisioni Panzer, la seconda Battaglia di Bir el Gobi si conclude con la vittoria dell'Asse.
- 1943 – Data ufficiale della fondazione del Movimento dei focolari o Opera di Maria; Chiara Lubich si consacra a Dio a Trento
- 1949 – Guerra civile cinese: il governo della Repubblica Cinese si sposta da Nanchino a Taipei
- 1958 - inaugurazione del primo tratto dell'Autostrada del Sole, da Milano a Parma.
- 1965 – Papa Paolo VI ed il patriarca Atenagora di Costantinopoli cancellano le reciproche scomuniche del 1054 tra papa Leone IX ed il patriarca Michele I
- 1966 – Le Barbados entrano a far parte dell'ONU.
- 1972 – Viene lanciata l'Apollo 17, l'ultima delle missioni sulla Luna del Programma Apollo
- 1975 – L'Indonesia invade Timor Est
- 1982 – Negli USA viene eseguita la prima condanna a morte tramite iniezione letale
- 1987 - Il volo Pacific Southwest Airlines 1771 da Los Angeles a San Francisco, dirottato da un ex dipendente della compagnia, si schianta in una zona montuosa della California: tutte le 43 persone a bordo perdono la vita
- 1988 – In Armenia un terremoto di magnitudo 6,9 della scala Richter provoca quasi 25.000 vittime, 15.000 feriti e 400.000 senzatetto
- 1989 – Nella terza ed ultima sfida della loro storica trilogia pugilistica, Sugar Ray Leonard e Roberto Duran si affrontano a Las Vegas; Leonard mantiene il titolo mondiale WBC dei mediomassimi, con una vittoria ai punti
- 1990 – Papa Giovanni Paolo II pubblica la lettera enciclica "Redemptoris Missio", "circa la permanente validità del mandato missionario"
- 1992 – Papa Giovanni Paolo II presenta il nuovo Catechismo della Chiesa cattolica, approvato l'11 ottobre, che promulgherà il 15 agosto 1997
- 1993 – Viene fondato il Consiglio esecutivo transnazionale sudafricano
- 2000 – A Nizza viene solennemente proclamata la Carta dei diritti fondamentali dell'Unione europea
- 2006 – Uscita della Console Nintendo Wii in Australia ed Italia
- 2009 – Si apre a Copenaghen il summit mondiale contro i cambiamenti climatici a cui partecipano 15.000 delegati in rappresentanza di 196 nazioni
- 2018 - In una discoteca di Corinaldo nelle Marche, durante un concerto di Sfera Ebbasta, uno spray al peperoncino causa il panico tra i presenti, che si accalcano confusamente verso l'uscita: il bilancio è di 6 morti e decine di feriti.

## Nati
Ci sono circa 1 050 voci su persone nate il 7 dicembre; vedi la pagina Nati il 7 dicembre per un elenco descrittivo o la categoria Nati il 7 dicembre per un indice alfabetico.

## Morti
Ci sono circa 510 voci su persone morte il 7 dicembre; vedi la pagina Morti il 7 dicembre per un elenco descrittivo o la categoria Morti il 7 dicembre per un indice alfabetico.

## Feste e ricorrenze

### Civili
Internazionali
- Giornata internazionale dell'aviazione civile

Nazionali
- Giorno della memoria di Pearl Harbor (Stati Uniti)
- In questo giorno si inaugura la stagione lirica del Teatro alla Scala; tale consuetudine risale al 1951, in precedenza la stagione cominciava il 26 dicembre.[1]

### Religiose
Cristianesimo:
- Sant'Ambrogio, vescovo e dottore della Chiesa
- Sant'Atenodoro martire in Siria
- San Charles Garnier, gesuita, martire
- Santa Fara, badessa
- San Giovanni Esicasta (o il Silenziario), vescovo
- Santa Maria Giuseppa Rossello, vergine
- San Pietro Baietta, martire mercedario
- San Savino di Spoleto, vescovo e martire
- Santa Serena di Spoleto, vedova e martire
- Sant'Urbano di Teano, vescovo
- Beata Aurelia Arambarri Fuente, religiosa e martire
- Beata Aurora Lopez Gonzalez, religiosa e martire
- Beata Daria Andiarena Sagaseta, religiosa e martire